# Adolf Träger
Adolf Träger (22. leden 1888 České Budějovice – 26. ledna 1965 České Budějovice) byl český akademický malíř.

## Život
Narodil se v Českých Budějovicích do rodiny Františka Trägera, majitele hospodářského dvora. Pocházel z 12 sourozenců. Po absolvování základního a středního vzdělání nastoupil v roce 1905 na pražskou malířskou akademii. Studium započal tzv. přípravkou u profesora B.Roubalíka, dál pokračoval u prof. V.Bukovace a v roce 1907 vstoupil do speciálky prof. Hanuše Schwaigra. V roce 1910 zakončil úspěšně studium na akademii a následně složil státní zkoušku středoškolského profesora kreslení. V roce 1911 nastoupil v Českých Budějovicích na reálku a posléze na gymnázium jako profesor kreslení. Od roku 1912 se Adolf Träger věnoval také odborné památkářské a muzejnické činnosti a od roku 1917 se stal státním konzervátorem. V roce 1924 se oženil s Ludmilou Bečvářovou. Byl čestným členem Sdružení jihočeských výtvarníků.
Od roku 1933 byl členem Spolku výtvarných umělců Myslbek v Praze.
V roce 1945 byl jako dlouholetý konzervátor státní památkové péče a předseda Klubu za staré Budějovice pověřen správou Městského muzea. Ve stejném roce obdržel "Jihočeskou výtvarnou cenu". Adolf Träger byl zpočátku figuralista, ale věnoval se i krajinářství a maloval i zátiší s květinami. Během svého života podnikl řadu cest do cizích zemí, byl v Dalmácii, Německu, Itálii, Maďarsku a pobýval i Paříži, Vídni a Berlíně. Za svého života měl mnoho výstav, například v Bechyni, Prostějově a Plzni. Samostatné výstavy se konaly v "Rubešově salonu" v Praze a Jindřichově Hradci. Malířovo celoživotní dílo je zastoupeno v Národní galerii v Praze, Alšově jihočeské galerii v Hluboké nad Vltavou a v Galerii hlavního města Prahy. Adolf Träger zemřel v roce 1965 ve věku 77 let, je pohřben na hřbitově svaté Otýlie (u západní ohradní zdi, hrobky vpravo, č. 35). V Českých Budějovicích je po malíři Adolfu Trägerovi pojmenována jedna z ulic.